# Telotheta
Telotheta är ett släkte av fjärilar. Telotheta ingår i familjen mätare.
Kladogram enligt Catalogue of Life:
| Telotheta | \| \| Telotheta chlorostigma \| \| \| \| \| \| Telotheta muscipunctata \| \| \| \| |
|           | \| \| Telotheta chlorostigma \| \| \| \| \| \| Telotheta muscipunctata \| \| \| \| |
|           | Telotheta chlorostigma                                                             |
|           |                                                                                    |
|           | Telotheta muscipunctata                                                            |
|           |                                                                                    |